# Bataille de Saint-Gilles-sur-Vie
Guerre de Vendée de 1815
Batailles
Batailles des Cents-Jours
Campagne du duc d'Angoulême
- Ajaccio
- Bonifacio
- Montélimar
- Loriol

Campagne de Belgique
- Ligny
- Quatre-Bras
- Waterloo
- Wavre

Campagne de France de 1815
- Maubeuge
- Huningue
- La Souffel
- Vélizy
- Rocquencourt
- Sèvres
- Issy

Guerre napolitaine
- Panaro
- Ferrare
- Occhiobello
- Carpi
- Casaglia
- Ronco
- Cesenatico
- Pesaro
- Scapezzano
- Tolentino
- Ancône
- Castel di Sangro
- San Germano
- Gaète

Guerre de Vendée et Chouannerie de 1815
- Les Échaubrognes
- L'Aiguillon
- Aizenay
- Sainte-Anne-d'Auray
- Cossé
- Saint-Gilles-sur-Vie
- Redon
- Les Mathes
- Muzillac
- Rocheservière
- Thouars
- Auray
- Châteauneuf-du-Faou
- Guérande
- Fort-la-Latte

La bataille de Saint-Gilles-sur-Vie se déroula lors de la guerre de Vendée de 1815.

## La bataille
Le 2 juin 1815, à Napoléonville, le général Travot apprit que les Britanniques débarquaient des munitions aux Vendéens à Saint-Gilles-sur-Vie. Il était prioritaire, pour les Impériaux, d'empêcher ce débarquement. Aussitôt Travot ordonna au général Grobon de se porter à Saint-Gilles, et au général Estève de gagner Saint-Jean-de-Monts.
Le même jour en fin d'après-midi, les soldats du général Grobon entraient dans Saint-Gilles-sur-Vie et, faibles en nombre, ils se retranchèrent dans des maisons et dans l'église. Kitoë, le capitaine anglais de la frégate l'Astrée, fit apporter un obusier mais celui-ci se révéla inefficace. Finalement, les deux camps restèrent sur leurs positions et la nuit mit fin au combat. Le lendemain, la fusillade reprit et le général Grobon en observation au sommet du clocher fut grièvement blessé par une balle tirée par un soldat vendéen.
Néanmoins, Louis de La Rochejaquelein devina que les Impériaux attendaient des renforts : il ordonna de mettre fin au débarquement et fit disperser les convois d'armes et de munitions, puis il se replia sur Saint-Jean-de-Monts. Les pertes vendéennes ne furent, selon les mémoires de Canuel, que de 2  à   3 morts et quelques blessés. Le général Grobon ne se remit pas de sa blessure : transporté à Nantes, il mourut quatre jours plus tard.

## Sources
- Emile Gabory et Xavier Du Boisrouvray (édition), Les Guerres de Vendée, Paris, Robert Laffont, coll. « Bouquins », 2009, 1476 p. (ISBN 978-2-221-11309-7), p. 823.